# Crambodes conjungens
Crambodes conjungens là một loài bướm đêm trong họ Noctuidae.